# Aleksy (Jaroszuk)
Aleksy, imię świeckie Aleksander Jaroszuk (ur. 1925 w Boratyńszczyźnie, zm. 24 września 1982 we Wrocławiu) – polski duchowny prawosławny, arcybiskup, ordynariusz diecezji wrocławsko-szczecińskiej.

## Życiorys
Ukończył Prawosławne Seminarium Duchowne w Warszawie w 1957, zaś w 1963 wyższe studia teologiczne w Chrześcijańskiej Akademii Teologicznej. 18 października 1964 biskup Bazyli (Doroszkiewicz) wyświęcił go na kapłana. Ks. Jaroszuk służył w diecezji wrocławsko-szczecińskiej w Zimnej Wodzie, Lipinach, Torzymiu i Michałowie.
Został konsekrowany na biskupa lubelskiego, wikariusza diecezji warszawsko-bielskiej w grudniu 1969. Biskupem wrocławskim  i szczecińskim został w 1970. Przez kolejne 12 lat aż do swojej śmierci sprawował funkcję ordynariusza diecezji wrocławsko-szczecińskiej. W czasie sprawowania przez niego urzędu do diecezji przyłączono obszar województwa opolskiego (1971). 18 kwietnia 1982 otrzymał godność arcybiskupa.
Pochowany na cmentarzu na św. Górze Grabarce.